# Sisse Marie Søby
Sisse Marie Holzmann Søby (født 21. november 1985 i Aalborg), også kendt som Sisse Marie, er en dansk skuespiller, model, tv-vært, sangerinde og sangskriver. Hun startede sin karriere med at vinde MGP i 2001 og har siden udgivet to studiealbums. Hun har medvirket som skuespiller i amerikanske spillefilm og TV-serier.

## Opvækst
Sisse Marie voksede op i Klarup, syd for Aalborg.

## Karriere
Sisse Marie vandt i 2001 som 15-årig MGP med sangen "Du har brug for mig", hvilket førte til et album af samme navn på Universal. Samme år modtog hun en Danish Music Award for MGP-albummet. Siden da har Sisse Marie arbejdet som model i bl.a. London, Milano, Istanbul, Amsterdam og Atlanta. Hun har i den forbindelse bl.a. lavet modelbilleder, kataloger og billboards for Tiffany Bridal, O'Neill, Heineken, Volvo, Citroën og Wonderbra. Hun har lavet billedserier og forsider for Cosmopolitan (UK), T3 (UK), M! (DK), Ché (NL) og Marie Claire (TR) og har gået runway for bl.a. Italiensk Vogue. I 2006 begyndte hun som vært på den danske udgave af MTV, og lavede efterfølgende to sæsoner. Hendes program var MTV's mest sete.
Den 22. august 2005 udgav hun singlen "Boom" på Remees pladeselskab Boom! Records, som gik ind som #4 på den officielle danske hitliste. Sangen var en engelsk udgave MGP-vinderen Cool Kids' "Vil du være min" (2004). "Boom" var også med på soundtracket til filmen Nynne. Den 25. oktober 2010 udgav hun i samarbejde med Morten Breum singlen "Every Time (You Look At Me)", der gik direkte ind som #1 på den officielle danske hitliste. Den tilhørende musikvideo var på selve sin udgivelsesdato 25. oktober 2010 den 8. mest sete musikvideo på verdensplan på YouTube. Fredag den 19. december 2010 modtog Sisse Marie en guldplade for over 15.000 solgte downloads af singlen "Every Time (You Look At Me)". Den 9. maj 2011 udgav hun singlen "Dirty Hands", som gik nummer 1 på MTV i Danmark og Brasilien. Den 19. februar 2012 udgav hun singlen "Kill For Your Love", som gik nummer 1 på MTV og på DR MAMA.
I 2011 var hun med til at skrive sangen "Emma", der blev fremført Christopher Brandt ved Dansk Melodi Grand Prix. I 2012 blev hendes sang "Paralyzed" brugt i computerspillet The Sims. Hun blev desuden skabt som en digital figur i spillet. Spillet har på verdensbasis indtil videre solgt 150 millioner eksemplarer og var dermed det mest succesrige computerspil.
Sisse Marie har turneret i Kina og USA, hvor hun bl.a. har optrådt på Playboy Mansion i Los Angeles og New York Times Square.
I 2014 flyttede Sisse Marie til USA efter at have indgået en amerikansk pladekontrakt og kort efter blev hun castet til at spille i flere amerikanske spillefilm og tv-serier.
I 2019 blev Sisse Marie castet som skuespiller i den prisvindende amerikanske TV-serie Siren i rollen som Yura, en vild havfrue og leder af en arktisk stamme i Nome, Alaska.

## Diskografi

### Albums
| Titel               | Format      | Udgivet | Label       | Certificering |
| ------------------- | ----------- | ------- | ----------- | ------------- |
| Du Har Brug For Mig | CD          | 2001    |             |               |
| The Black Cat       | EP (dobbel) | 2013    | Nexus Music |               |

### Singler
| Titel                                 | Udgivet | Label                                    | Certificering | Album            |
| ------------------------------------- | ------- | ---------------------------------------- | ------------- | ---------------- |
| "Boom"                                | 2005    |                                          |               | non-album        |
| "Dirty Hands"                         | 2011    | Disco:Wax/Sony Music                     |               | non-album        |
| "Kill For Your Love"                  | 2012    | Nexus Music/A:Larm Music/Universal Music |               | non-album        |
| "Till The Sun Comes Up" [feat. Yes-R] | 2013    | Nexus Music/A:Larm Music/Universal Music |               | non-album        |
| "Black Cat"                           | 2013    | Nexus Music/A:Larm Music/Universal Music |               | The Black Cat EP |
| "Back To Life"                        | 2013    | Nexus Music/A:Larm Music/Universal Music |               | The Black Cat    |
| "My Boy"                              | 2013    | Nexus Music/A:Larm Music/Universal Music |               | The Black Cat EP |

### Diverse
- "Every Time (You Look At Me)" (feat. Morten Breum) (2010)
- "Paralyzed" (feat. Jay Adams og Toomanylefthands) (2012)